# Dofus

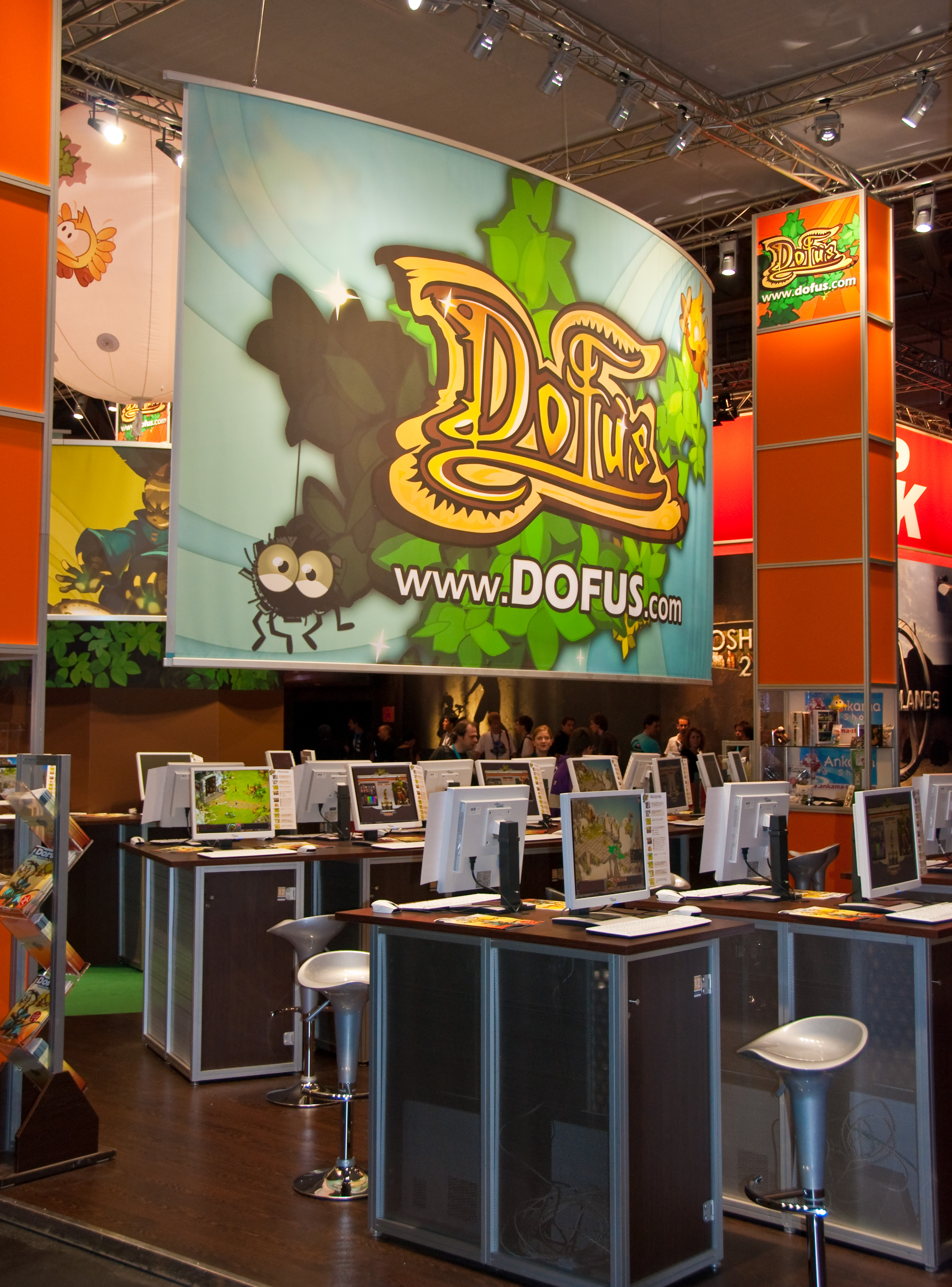
Dofus en la GamesCom.

Dofus es un videojuego de rol multijugador masivo en línea. Diseñado bajo Macromedia Flash, lo que permite jugar mediante un navegador de internet, con lo que se puede jugar a DOFUS con todo tipo de plataforma, Windows, Mac OS o Linux. Tras unos meses de beta testing, DOFUS fue publicado el 24 de agosto de 2004 en Francia. Sus creadores son Emmanuel Darras, Camille Chafer y Anthony Roux.
Su progreso fue aumentando, tanto así que se aplicó la versión 2.0 la cual permite tener los mismos accesos que el Dofus viejo pero con gráficas mejoradas. Con el tiempo, se han ido aplicando cambios en la manera del juego, servicios, hechizos, territorios y monstruos. A finales de 2019 su versión se encuentra en la 2.54 "Los 4 jinetes del Selocalipsis", y cada actualización ha traído diversos cambios en el juego. Sin embargo, existe la versión 1.29 que contiene las mismas gráficas que en su inicio y su estilo es más clásico, pero no tiene los cambios de las versiones superiores a 2.0.
Su éxito favoreció la comercialización de productos relacionados (ropa, mangas, cereales, carteles, versiones en CD y DVD, miniaturas, videojuegos, camisetas, etc.) y el desarrollo de dos secuelas: Dofus Arena, un juego multijugador táctico en línea publicado a principios de 2006, que es una variante de DOFUS centrada en los combates directos entre los jugadores, y Wakfu, disponible a finales de 2007.

## El Juego
Dofus es un juego de rol, en el que los jugadores encarnan uno o más caracteres. Incluye una gran cantidad de armas y equipos de todo tipo, profesiones y cientos de monstruos diferentes divididos en diferentes áreas que forman el mundo Dofus. Con una variedad de razas en busca de los dofus en ayuda de tus amigos. 

### Trama
En el Mundo de los Doce, se robaron los seis Dofus primordiales, huevos de dragón que confieren un gran poder a su portador. El jugador es un aventurero valiente, listo para explorar el vasto mundo en busca de los huevos perdidos. El jugador luchará contra monstruos, derrotar mazmorras, acumular riquezas y aumentar tu poder son algunos de los desafíos que le esperarán en Dofus.

### Modos de juego
Los modos de juego dependen del servidor en que está el personaje, existen actualmente 3:
- Clásico: Modo de juego principal, sin penalización o bonificación alguna.
- Heroico: Modo de juego solo disponible para jugadores abonados; en este modo la bonificación de oficios y experiencia está multiplicada por 3. La muerte contra jugadores y/o monstruos es definitiva, es decir, si el personaje muere, vuelve al nivel 1 perdiendo todo el equipamiento y experiencia ganada.
- Épico: Modo de juego solo disponible para jugadores abonados; la muerte contra monstruos es definitiva, es decir, si el personaje muere, vuelve al nivel 1 perdiendo todo el equipamiento y experiencia ganada. La muerte no es definitiva contra jugadores.

### Clases
El sistema de elección de personajes se divide en 18 clases que son:
- Yopuka: ¡Los yopukas son unos intrépidos y temerarios guerreros!  Lo cierto es que los yopukas saben hacer hablar a sus armas. De hecho, meterse en una pelea al menos una vez al día es para ellos señal de buena salud.  Su impetuoso temperamento hace que sean unos maravillosos paladinos... pero, en ciertas ocasiones, ¡son también unas auténticas calamidades con patas!
- Ocra: Los ocras son arqueros tan orgullosos como precisos.  Son aliados de gran valor contra los adeptos del cuerpo a cuerpo.  Aun a distancia, saben alcanzar con sus afilados proyectiles el orificio más minúsculo que el enemigo deje sin vigilancia.
- Xelor: Los xelors son magos que dominan el tiempo y todas las mecánicas que dan la hora: carrillones, relojes de pared y péndulos les obedecen a la perfección.   Por lo tanto, los xelors juegan con el tiempo para ralentizar a un enemigo o teletransportarse al lugar que les apetece.
- Sacrógrito: ¡Los sacrógritos son berserkers cuya fuerza aumenta cuando reciben golpes!   Puesto que no temen ni al dolor ni a las heridas, suelen estar en primera línea, ¡preparados para el combate! El sacrógrito es el compañero ideal para pasar tus largas noches luchando...
- Osamodas: ¡Los osamodas son domadores natos!  Tienen el poder de invocar criaturas y resultan ser excelentes adiestradores. Corre el rumor de que confeccionan sus prendas con la piel de sus enemigos, pero a ver quién se atreve a preguntarles cara a cara si es cierto...  Si estás de su lado, un osamodas no dudará en cuidarte. En caso contrario, quizás termines tus días como bota o sombrero.
- Sram: Los srams son unos asesinos a los que les encantan las bolsas, y más aún si son muy pesadas.   La vida de un sram podría resumirse en las siguientes acciones: rasgar túnicas, hurgar bolsillos (pero con mucho tacto), palpar joyas muy personales y poner trampas mortales.
- Aniripsa: Los aniripsas son sanadores que curan con una simple palabra.  Utilizan el poder de las palabras para sanar a sus aliados y, a veces, también para herir a sus enemigos.  Algunos aniripsas se han convertido, incluso, en expertos del verbo y exploradores de idiomas olvidados.
- Anutrof:  Los anutrofs son buscatesoros ávidos de kamas que, a pesar de su avanzada edad, corren como dragopavos en cuanto ven un cofre lleno.   Son expertos en el arte de ralentizar a sus enemigos, a quienes pueden hostigar antes de noquearlos a palazo limpio una vez llegado el momento.
- Pandawa: ¡Los pandawas son guerreros adeptos a las artes marciales que saben hacer auténticas locuras con sus cuerpos!  Y hasta pueden hacerlas con el cuerpo de otros...  Al pandawa le gusta levantar pesos: lleva a sus aliados sobre los hombros para protegerlos mejor,¡y a sus enemigos los lanza contra el decorado, antes de festejar su victoria con una buena jarra de leche de bambú!
- Sadida: ¡Los sadidas son invocadores que envenenan la vida de sus enemigos!   Lo que procura más satisfacción a un sadida es amaestrar las zarzas para convertirlas en armas aterradoras, y confeccionar muñecas de guerra y de curación.
- Feca: Los fecas son leales protectores, siempre a la defensiva.  Son muy apreciados por los grupos de aventureros gracias a sus armaduras elementales y a su capacidad para encajar los golpes.  También son maestros en el arte de las marcas mágicas: ¡cuando hay barullo, los fecas sacan los glifos!
- Zurcarák: Los zurcaráks son guerreros jugadores que se meten en aquellos lugares donde pueden ganar mucho o perderlo todo... Un buen zurcarák juega sin parar, por todo y por nada.  Pero ojo, se toma el juego tan en serio que puede, incluso, que se juegue el pellejo en un lanzamiento de dados para ganar el combate...

Para la versión 2.0 se han añadido 7 clases más:
- Tymador: ¡Los tymadores son grandes estrategas manipuladores de bombas!  Como todo el mundo sabe, utilizan la pólvora como nadie y, cuando se trata de hacer explotar a sus enemigos, no se hacen de rogar.  Si alguna vez pasas por un campo de minas y notas chispas, ¡puedes estar seguro de que hay un tymador cerca!
- Zobal: G      Este guerrero de múltiples facetas se puede adaptar a todas las situaciones.  Obtiene su poder de la máscara que lleve puesta, así que puede cambiar de técnica de combate con solo cambiar de máscara.  Ya sea pegando de lejos, manteniendo el cuerpo a cuerpo, o haciendo estragos, el zobal siempre tiene una sorpresa lista para sus enemigos.
- Steamer: Los steamers se encuentran como pez en el agua tanto en el mar como en el campo de batalla. Arponeros, guardianes, maestros del desplazamiento en el terreno de combate: estos exploradores de las profundidades cambian como las corrientes marinas.   Las torretas tecnomágicas bombardean a todo aquel que se ponga a su alcance, ya sea aliado o enemigo.¡Ten cuidado de que no te alcance la tormenta tecnomágica!
- Selotrop:  Aparecidos por accidente, estos creadores de portales son el reflejo de su creador, el Rey-Dios. Se mueven a la velocidad de un rayo, desaparecen en un abrir y cerrar de ojos para reaparecer más tarde en otro lugar. Al igual que los selatropes, los selotropes conocen los secretos del Wakfu.
- Hipermago: Los hipermagos son magos elementalistas, capaces de combinar fuego, aire, agua y tierra para lanzar sortilegios con múltiples efectos. Son maestros de las runas elementales y veneran a la Balanza Krósmica, una fuerza misteriosa que tiende a mantener el equilibrio en el universo.
- Uginak: A estos guerreros animales, como su apariencia indica, el adjetivo que mejor los define es "perro". Usan una característica llamada Rabia. Algunos de los hechizos de los uginaks son muy poderosos y aumentan su nivel de Rabia cuando se utilizan. Eso les permite encajar mejor los golpes reduciendo los daños sufridos, y cuando llegan al máximo de Rabia, se transforman en perros gigantes.
- Forjalanza: ¡Los forjalanzas son lanceros que solo creen en sí mismos! Estos guerreros obtienen sus poderes de la Lanza Original e intentan forjarse una fama que ni siquiera la muerte podría borrar. Amantes de las artes, de los relatos legendarios y de las luchas épicas, podrás convencer a un forjalanza de blandir su arma a tu lado mediante promesas de gloria y de posteridad. Son auténticas puntas de lanza en los combates, y son los primeros en penetrar las defensas de los enemigos.

### Características
Todos los personajes que se crean en el juego llevan diferentes características. Cada nivel conseguido por el personaje le otorgan 5 puntos de característica, en los cuales has de decidir en que emplearlos (cada raza tienen un valor diferente de exigencias a la hora de subir ciertos tipos de características).
- Vitalidad: La vitalidad permite aumentar los puntos de vida del personaje. Por cada punto de vitalidad obtienes 1 punto de vitalidad.
- Fuerza: Aumenta los daños de hechizos tipo Tierra, más los daños tipo neutrales y aumenta los pods (capacidad de cada personaje de guardar objetos y recursos en su inventario).
- Suerte: Aumenta los daños de hechizos tipo Agua, además que aumenta la prospección (capacidad de obtener recursos tras una pelea).
- Agilidad: Aumenta los daños de hechizos tipo Aire y permite placar y abandonar las zonas de placaje.
- Sabiduría: Aumenta la capacidad para ganar puntos experiencia de tu personaje, también ayuda a la retira y esquiva de puntos de movimiento y puntos de acción en una batalla.
- Inteligencia: Aumenta los daños de hechizos tipo Fuego y aumenta las curaciones.

### Sistema de Desplazamiento
El Mapa del Mundo está dividido en una multitud mapas, cada una marcada por coordenadas que permiten que el jugador se pueda guiar. Para pasar de un mapa a otro, simplemente mueve el cursor a un extremo de la pantalla del juego y aparecerá una flecha verde si es posible moverse en esta dirección.
En algunas áreas hay marcadores en vez de flechas (estos marcadores normalmente son estrellas) en los que solo tienes que hacer clic para cambiar el mapa.

### Peleas
La pelea se juega por turnos, en mapas de diferentes tamaños. En principio, cada jugador puede moverse en todas las casillas de acuerdo con el número de puntos de movimiento (PM) que posee y usar sus puntos de acción (PA) para realizar acciones específicas para cada clase de personaje. Posteriormente, estos puntos de acción (PA) y puntos de movimiento (PM) se pueden aumentar o disminuir a medida que los niveles de los personajes evolucionan o con ciertos equipos o hechizos. Fuera de la lucha, los movimientos son libres. Las peleas están llenas de diversas y variadas estrategias según el modo de combate (ya sea personaje contra personaje o personaje contra monstruo). Recientemente, Ankama ha creado un universo de e-Sport.

### El Koliseo
El Koliseo es un sistema de combate ( PvP ) que apareció en el universo de Dofus desde el 18 de octubre de 2011, en la actualización 2.4. Para poder hacer peleas de Koliseo, es necesario que el personaje tenga un nivel mínimo de 20 y esté abonado (esté suscrito pagando la cuota semanal, mensual, trimestral o anual del juego). El Koliseo te permite hacer batallas de 3 vs 3 o de 1 vs 1 equilibradas de acuerdo con un sistema de clasificación. La clasificación de un personaje se calcula de la siguiente manera: Poder - 3 x Incertidumbre. El poder se calcula de acuerdo con sus resultados (si gana, su poder aumenta) y la incertidumbre (si gana una pelea que se suponía que debía ganar, su incertidumbre disminuye, si es lo contrario, aumenta).
Las kolichas, un objeto obtenido cuando se gana una pelea de Koliseo, se pueden canjear por varias recompensas.
Desde la actualización 2.48, se han creado las ligas de Koliseo. Este sistema divide a los jugadores en 6 ligas: bronce, plata, oro, cristal, diamante y leyenda.
Las primeras tres ligas se dividen en 10 divisiones. Las ligas Cristal y Diamante se dividen en 5 divisiones. Finalmente, el rango Leyenda incluye a los mejores jugadores en una clasificación.

### Experiencia, Vida y Energía
Las victorias peleando contra los diferentes monstruos del juego aporta experiencia. Esta experiencia sirve para ir subiendo de nivel al personaje. Se comienza a nivel 1 y el máximo es el nivel 200. Recientemente se ha añadido un sistema mediante el cual los personajes pueden seguir acumulando experiencia a partir de nivel 200, conocidos como niveles Omega. Otras fuentes de ganancia de experiencia son misiones, logros, pergaminos de experiencia...
La vida del personaje consiste en una cierta cantidad de puntos (HP). Cuando llegan a 0 se pierde el combate (excepto si se pelea con más aliados que sigan vivos). Diferentes razas pueden usar hechizos para curarse a sí mismo o a los aliados parte o la totalidad de la vida en combate. Fuera de combate los puntos de vida se regeneran solos, y se pueden recuperar más rápido por medio de pócimas o panes.
Cada personaje tiene una barra de energía fija (10,000 puntos). La pérdida de una pelea se acompaña de una pérdida de ciertos puntos de energía. Cuando un personaje pierde toda su energía, pierde su condición de ser vivo y cambia su avatar para convertirse en un fantasma . Luego debe realizar una especie de peregrinación para llegar a una "Estatua del Fénix" donde puede resucitar y recuperar algo de su energía vital (1,000 puntos). La energía también se puede recuperar a través de pociones hechas en juego o cuando el personaje está desconectado. Desconectarse en una casa, un templo o una taberna permite recuperar el doble.

### Gremios y Alianzas
Todos los jugadores pueden asociarse mediante la creación de gremios. Esto permite a los miembros comunicarse, coordinarse y ayudarse mutuamente, organizarse para pequeñas o grandes aventuras, y establecer recaudadores de impuestos. Estos recaudadores se colocan en un mapa a elección del jugador y van almacenando recursos que dropean de los monstruos de esa zona. Los jugadores de otros gremios y diferente alianza pueden atacar estos recaudadores.
Los miembros del gremio pueden optar por sacrificar parte de su experiencia obtenida durante una pelea para permitir que su gremio progrese a través de sus niveles, convirtiéndose así en un gremio de mayor reputación. La tasa de experiencia sacrificada se expresa como un porcentaje (de 0 a 90%).
La creación de un gremio está integrada en el mundo del juego y requiere una piedra llamada Gremialogema.
Desde la actualización 2.13 del 25 de junio de 2013, se lanzó una nueva característica, llamada "Guerra de Gremios" (Guild Wars). Desde entonces, los líderes de los gremios pueden crear alianzas para unirlos. Un líder necesita una piedra de Alianza para crear el pacto en el Templo de los Pactos. Debe elegir un nombre de Alianza, una abreviatura del nombre de Alianza y un escudo de armas. Una vez que se crea la alianza, el canal de la alianza (/a) es accesible para los miembros que tienen permitido comunicarse en él.
Para controlar el Mundo de los Doce, las alianzas pueden controlar una o más áreas a través de un prisma; los miembros de la alianza tendrán que debilitarla golpeando a los defensores de la alianza contraria, pero sobre todo podrán mantenerse en la superioridad numérica en la zona deseada. Los miembros de la Alianza que controlan un área reciben un bono de botín y experiencia en el área.
Todos los gremios que entren en una zona de conflicto pueden atacarse entre sí para sacar a todos los personajes opuestos del área y controlarlos. Un personaje puede desactivar su modo "AvA" para evitar ser atacado, pero esto le impide aportar puntos a su alianza (no cuenta como parte de la superioridad numérica durante un ataque).
Las alianzas también pueden controlar diferentes pueblos. Solo los miembros de la alianza pueden ingresar para aprovechar los recursos exclusivos y los monstruos que están allí.

### Mazmorras
Las mazmorras son zonas donde los aventureros pueden tener acceso usando una llave, o con el manojo de llaves. Las mazmorras funcionan mediante un sistema en el que el personaje o los personajes avanzan de una sala a otra. En general, cada sala contiene un grupo de monstruos que deben ser superados para pasar a la siguiente sala. La dificultad es incremental hasta la última sala donde está el guardián de la mazmorra (o "Jefe"), un monstruo más fuerte que los demás.
Casi todas las mazmorras están reservadas para los abonados, con la excepción de aquellas situadas en las zonas de Incarnam y Astrub.

### Misiones
Las misiones consisten en realizar una serie de tareas que solicitan algunos NPCs del juego. Cuando se completan aportan experiencia, kamas y a veces recursos e incluso ítems. También aportan puntos de logro.

### Sueños Infinitos
Son un conjunto de mazmorras infinitas de dificultad incremental lanzadas desde la actualización 2.49 en diciembre de 2018. Es accesible para personajes de nivel 50 y superiores. Cada jugador tiene su propia mazmorra inicial donde puede invitar a otros 3 jugadores. A diferencia de las mazmorras normales, en los Sueños Infinitos pueden aparecer jefes de mazmorra en todas las salas o pisos. Las peleas son contra grupos aleatorios de 2 a 5 monstruos y habitualmente hay uno o más jefes de mazmorra. 

### Oficios
Cada personaje posee el conocimiento de todos los oficios dentro del juego, cada uno con posibilidad de progresar desde el nivel 1 al 200, con un límite de 60 para los no abonados, cada cierta cantidad de niveles, dependiendo del oficio, se desbloquean nuevas recetas o recursos. Existen 7 oficios de artesanía,6 de recolección y 5 Especialidades. La forjamagia permite, a través de las runas, modificar los bonus ya existentes de los objetos o añadir bonus no presentes previamente.

#### Oficios de Recolección
- Alquimista: El alquimista recolecta plantas que pueden utilizarse para fabricar pócimas con las que recuperar puntos de vida o de energía, o teletransportarse.
- Campesino: El campesino cosecha los cereales y puede hacer pan, que permite recuperar puntos de vida o de energía.
- Cazador: El cazador recupera la carne de las criaturas a las que se enfrenta. Una vez preparadas, estas carnes permiten recuperar puntos de vida o de energía.
- Leñador:  El leñador tala árboles. También puede fabricar tablas y concentrados que se utilizan para fabricar otros objetos.
- Minero: El minero recolecta minerales. También puede fabricar aleaciones y pulir piedras.
- Pescador: El pescador consigue peces que luego pueden consumirse como pescado para recuperar puntos de vida o de energía.

#### Oficios de Artesanía
- Escultor: El escultor fabrica varitas, arcos y bastones gracias a los recursos proporcionados de los leñadores. Como especialidad, el escultomago puede modificar los efectos de estos objetos utilizando runas de forjamagia.
- Fabricante: El fabricante crea trofeos, ídolos y escudos mediante los recursos de los leñadores y mineros. Como especialidad, el fabricamago puede modificar los efectos de tales objetos mediante runas de forjamagia.
- Herrero: El herrero fabrica espadas, palas, martillos, hachas y dagas, para ello utiliza los recursos provenientes de los mineros. El forjamago puede modificar los efectos de las espadas, de las hachas, de los martillos, de las palas y de las dagas utilizando runas de forjamagia.
- Joyero: El joyero fabrica anillos y amuletos, gracias a los minerales de los mineros. El joyeromago puede modificar los efectos de estas joyas utilizando runas de forjamagia.
- Manitas: El manitas puede fabricar el material necesario para la cría de monturas y las llaves de mazmorra.
- Sastre: El sastre confecciona capas, sombreros y mochilas con recursos de las bestias. El sastremago puede modificar los efectos de las capas, de los sombreros y de las mochilas utilizando runas de forjamagia.
- Zapatero: El zapatero fabrica botas y cinturones con recursos como cueros animales y minerales. El zapateromago puede modificar los efectos de aquellas prendas utilizando runas de forjamagia.

#### Oficios no Oficiales
Son actividades dentro del juego con una naturaleza semejante a las profesiones, sin embargo; no cuentan con un sistema de recetas o niveles en su realización.
- Criador de monturas: Un criador tiene la facultad de capturar, entrenar y reproducir monturas. Para realizar dichas actividades no se requiere un espacio de profesión, por lo que es considerada una actividad más semejante al cuidado de mascotas que al resto de profesiones.
- Cuidador de mascotas: Entrenar y subir el nivel de mascotas para ser vendidas en cierto momento.
- Cuidador de mascoturas: Similar a los anteriores pero con mascoturas.
- Revendedor: obtienen beneficios comprando cualquier tipo de equipable, recursos...etc a un precio menor de su valor de mercado, y luego los revenden por su precio correcto.
- Helper: ayudan a la gente a completar logros, misiones y/o mazmorras, a cambio de kamas.

### Huevos Dofus
Los Dofus son huevos de dragón que ofrecen características significativas para su portador, actualmente existen 23 Dofus, pero solo seis verdaderos y el resto falsos. Los dofus verdaderos son más difíciles de conseguir. Son los siguientes: Dofus Ébano, Dofus Esmeralda, Dofus Marfil, Dofus Ocre, Dofus Púrpura y Dofus Turquesa.
Cada personaje tiene 6 ranuras en su inventario para equipar Dofus (sitios que también pueden ser utilizados para equipar trofeos). Algunos pueden ser equipados desde el nivel 6, y no se puede equipar simultáneamente dos Dofus idénticos. Estos huevos preciosos otorgan a su equipante grandes bonus:
Equipables a nivel 6:
- Dofawa: +1 a la vitalidad.

Equipables a nivel 20:
- Dofus Plateado: Al principio de su turno, si el lanzador tiene menos de un 20% de su vida, se cura un 20% de su vida. Este efecto solo puede utilizarse una vez por combate.

Equipables a nivel 50:
- Dofus Cacao: +10 placaje. Cada ataque a distancia sufrido mientras estás en cuerpo a cuerpo con un enemigo confiere una marca de chocolate. Estas marcas se consumen al final de tu turno y dan cada una un 25% de tu nivel en escudo durante 1 turno.

Equipables a nivel 60:
- Dofus Zanahowia: +60 sabiduría. Aplica un bonus de 25 esquiva pérdida de PA o 25 esquiva pérdida de PM (durante 1 turno) cuando el personaje es atacado con algún hechizo que quita/roba PA o PM respectivamente.

Equipables a nivel 80:
- Dokoko: Cura el 10% de la vida, desde el turno 4 y cada 3 turnos.
- Dosaurio: +10 prospección

Equipables a nivel 100:
- Dofus de los Vigilantes: Al principio del turno, devuelve el 7% de los puntos de vida a los aliados alineados.
- Dofus Kalipto: De +6 hasta +30 de prospección.
- Dolmanax: +50 puntos de características a todos los elementos.
- Dofus Esmeralda: +200 vitalidad y 4% de escudo por cada enemigo que se encuentre en contacto con el personaje al finalizar su turno, excluyendo invocaciones.[5]

Equipables a nivel 110:
- Dofus Púrpura: +80 potencia (daños generales)  y el personaje gana un 1 % de daños por 1 turno cada vez que un enemigo lo ataca a distancia, acumulable hasta 10 veces.[6]
- Dotruz: +20 potencia (daños generales).

Equipables a nivel 120:
- Domakuro: +1 invocación. A partir del turno 5, el lanzador gana hasta 64 de daño durante el resto del combate según el número de ataques con daños directos ocasionados en cada uno de los turnos anteriores. Ningún ataque: 16 de daño; 1 ataque: 8 de daño; 2 o más ataques: 0 de daño. También se le conoce como Dofus de Tinta.

Equipables a nivel 150:
- Dorigami: +20 a la esquiva pérdidas de PM. Aplica el 100% del nivel en escudo en cada inicio de turno durante los 5 primeros turnos. Durante estos 5 turnos, si el lanzador mata a una invocación, gana el 100% de su nivel en escudo durante 1 turno (4 veces máx.), y el 300% (2 veces máx.) si mata un monstruo o un jugador. Los escudos se obtienen solo durante el turno de juego del lanzador. También se le conoce como Dofus de Papel.

Equipables a nivel 160:
- Dofus Ocre: +1 PA (punto de acción) y además también gana un bonus de 1 PA adicional en combate si el personaje no ha sufrido daños desde su último turno (punto de acción).[7]
- Dofus Turquesa: +10 GC (golpes críticos). Cada vez que el lanzador acierta un golpe crítico, aumenta un 1% sus daños finales durante 3 turnos. Acumulable 10 veces.[8]

Equipables a nivel 180
- Dofus de los Hielos: +25 daños fijos a todos los elementos.
- Dofus Moteado: +60 resistencias a críticos. Ocasionar daños en tu turno otorga, tanto a ti como a los aliados que lleven equipado un Dofus Dorigami, +20 daños durante 1 turno. Si no se ocasionan daños en tu turno, tanto tú como tus aliados que lleven equipado un Dofus Domakuro, recibís un escudo del 150% de vuestro nivel por 1 turno.
- Dofus Marfil: +4% resistencias a todos los elementos. Disminuye un 50% el daño recibido de un ataque de cada cinco.[9]
- Dofus Vulbis: +1 PM (punto de movimiento). Los daños que se ocasionan aumentan un 10% durante 1 turno si no se ha sufrido ningún ataque que cause daños desde el turno de juego anterior.
- Dofus Forjalava: +60 resistencia al empuje. Añade 150 puntos de escudo si el lanzador es desplazado por un empujón, una atracción, un intercambio de posición o portado por un pandawa. Solo los enemigos pueden activar este efecto.
- Dofus Plateado Centelleante: Al principio de su turno, si el lanzador tiene menos de un 20% de su vida, se cura un 40% de su vida. Este efecto solo puede utilizarse una vez por combate.
- Dofus Abisal: Aplica un bonus de +1 PA si el personaje está en contacto con un enemigo al comienzo de su turno y un bonus de +1 PM si no está en contacto con un enemigo al principio de su turno. Estos bonus de PA y de PM no están sometidos a las restricciones en cuanto al máximo de PA y de PM de los equipamientos.
- Dofus Nebuloso: En los turnos impares, aumenta un 20% los daños del personaje. En los turnos pares, reduce un 10% los daños.
- Dofus Ébano: +40 huida. Infligir daño a distancia y cuerpo a cuerpo durante tu propio turno activa el poder del Dofus Ébano: tu siguiente ataque, en el mismo turno que los anteriores, aplica un veneno durante 2 turnos. No se puede aplicar otro veneno hasta pasados 2 turnos.

## Abono y sistemas de pago
Hay una parte del universo DOFUS que es gratuita, concretamente las zonas iniciales de Incarnam y Astrub en la que los principiantes pueden ir familiarizándose con el juego y sus personajes. Para poder acceder al resto de zonas y algunas utilidades del juego hay que ser jugador abonado, con pagos semanales, mensuales, trimestrales, semestrales o anuales. Al mes se consigue en España por 4 euros (€), y en Latinoamérica un poco más barato. 
La ogrina es una moneda virtual de Ankama. Se consiguen a cambio de kamas o de dinero real y sirven para multitud de servicios. Algunos de ellos son: abono, cambio de apodo, cambio de clase, cambio de colores, cambio de rostro, cambio de sexo o transferencia del personaje a otros servidores o cuentas.

## Música

### Dofus1.0
El primer álbum de la banda original de Dofus, fue compuesta por Guillaume "Guigi" Pladys, en octubre de 2005.

### Dofus2.0
Ankama lanza un nuevo álbum en 2 de diciembre de 2009 después del lanzamiento de la versión 2.0 de Dofus . El nombre del Alma de los Doce , contiene parte de la nueva banda sonora del juego, todavía compuesta por Guillaume Pladys. Diferentes títulos novedosos han ido apareciendo con las nuevas actualizaciones.

### Músicas y álbumes
2009 : Dofus el alma de los doce
2010 : Dofus el alma de los doce : Orígenes
2011 : Dofus, Inferno Ignem
2018: Los Sueños Infinitos
2019: Dofus Ébano
2019: Isla de Pascua
2019: Brakmar
2019: Bonta
2019: Pandalucía
2019: Frigost (combate) y Frigost (aventura)
2020: Astrub
2020: Selocalipsis - Servidumbre
2020: Selocalipsis - Miseria
2020: Selocalipsis - Final
2020: Pandala

## Desarrollo
La empresa Ankama fue fundada en 2001 en Roubaix como agencia web, por tres entusiastas de los videojuegos: Camille Chafer , Emmanuel Darras y Anthony Roux . Su primer gran proyecto fue Dofus.
Durante la prueba beta del juego, el primero de los cuales se lanzó en octubre de 2003, Dofus estaba exclusivamente basado en el concepto de jugador contra jugador (PvP) en el que los jugadores podían ganar experiencia luchando con otros jugadores. Poco después aparecieron los monstruos, para agregar el jugador contra entorno (PvE). Al mismo tiempo aparecieron los oficios que ofrecían a los jugadores una nueva posibilidad de juego. Dofus se jugó en dos etapas. Por un lado, la lucha contra los monstruos para aumentar la experiencia del personaje, luego para enfrentar al jugador contra jugador, es decir, participar en la guerra entre las fuerzas del bien y del mal: por un lado los jugadores vándalos, saqueadores y asesinos, por el otro los jugadores que se oponen.
En 2004, sin haberse publicado aún el juego, el MMORPG gana su primer premio en el  Flash Festival de París, incluyendo el premio al mejor juego . Dofus finalmente sale el 1 de septiembre de 2004 en su versión francesa y el 1 de octubre de 2005 en su versión inglesa. En 2005, el juego contaba con 450,000 jugadores. Al final del año, se suscribieron 25,000 jugadores, y más del doble en marzo de 2006, haciendo un total de 700,000 jugadores. El hito de 100.000 suscriptores se supera ese año. Tres años después de su lanzamiento, Dofus tiene tres millones de jugadores y un incremento mensual del 20%. Aparece disponible en cuatro idiomas: inglés, alemán , español y francés.
A medida que se profundizó la brecha entre los jugadores, para proteger a los jugadores pequeños, se eliminó el robo de equipos y se cambió por completo el sistema PvP. El aspecto PvP se separó del resto del juego y se reemplazó por una guerra entre dos ciudades rivales (Bonta y Brakmar), en la que el jugador puede decidir participar.
Para celebrar sus cinco años de existencia y el paso de Dofus a la versión 2.0, Ankama Games ofreció a los puristas una caja de colección en cantidades limitadas a 10,000 copias. Esta caja contenía juegos en formato DVD, la banda sonora de Dofus 2.0 , un mapa mundial de Dofus en forma de desplazamiento, una suscripción a Dofus y Dofus Pocket de 30 días, y  una colección del juego de cartas Wakfu TCG , una exclusiva figura de huevo de dragón, una tarjeta Dofus Prémium que ofrece beneficios permanentes en el juego y fuera de juego, y una carta para obtener una gama de sets y mascotas. En menos de tres horas se vendieron todos a través del sitio de ventas en línea Ankama.
La versión 2.0 de Dofus fue un gran éxito.  De hecho, se contabilizaron más de 200 000 jugadores conectados simultáneamente a los servidores del juego;El récord anterior fue de 190,000 conexiones simultáneas. El 2 de marzo de 2011 se estableció un nuevo récord con 216,000 conexiones simultáneas. La versión Dofus 2.0 se lanzó el 2 de diciembre de 2009. La moda de Dofus 2.0 fue tal que los primeros dos servidores en francés creados para el lanzamiento oficial se saturaron unas horas después de su apertura. Se instaló un tercer servidor por la tarde, seguido de un cuarto, que cerró el día. Un quinto servidor 2.0 se abrió en la noche del viernes 4 de diciembre, lo que permitió a Dofus superar las 200,000 conexiones simultáneas. El 18 de junio de 2010, los servidores franceses pasan de la versión 1.29 a la versión 2.0 de Dofus, que permite a todos los jugadores franceses acceder a la versión 2.0 con sus personajes versión 1.29. Sin embargo, el número de usuarios activos ha disminuido desde 2013 y algunos servidores están casi vacíos, lo que hace que los servidores 2.0 se fusionaran.
En 2011, Dofus alcanzó tres millones de jugadores en todo el mundo, de los cuales dos millones son de habla francesa (con 500,000 suscriptores). España y Latinoamérica son los que más juegan después de la comunidad francesa. Sus jugadores son jóvenes (de 12 a 25 años) y más femeninos que en otros juegos (20% mujeres).
En 2016, Ankama Studios decidió ingresar a la competitiva industria de juegos móviles. La firma ha presentado Dofus Touch , una copia fiel de su homólogo en la versión 2.14 de PC. Dofus Touch fue apreciado por la comunidad por: La suscripción gratuita y para siempre, lo que significa que todos tienen el mismo número de derechos (pueden ir a cualquier área, etc.) y también gracias a que sus actualizaciones tardan mucho en salir en comparación con Dofus y por tanto los jugadores nostálgicos pueden disfrutar de las versiones ya desaparecidas de Dofus 2.0.

### Nuevo motor gráfico en 2024
Con el fin del soporte por parte de Microsoft hacia el producto Adobe Flash Player en diciembre de 2020, Ankama decide anunciar que se hará una portabilidad de Dofus 2 hacia Unity, remodelando completamente el cliente del juego, que  está programado en AS3. En diciembre de 2024, Dofus migra oficialmente su motor gráfico a Unity, pasando de ser Dofus 2 a Dofus 3.

## Productos derivados
Desde el mes de agosto de 2005, suele publicar obras sobre su juego DOFUS. Estas publicaciones, junto con otros productos derivados, están editadas por Ankama Editions:
- Cinco mangas que presentan algunos héroes del juego;
- Dos artbooks, uno sobre el universo gráfico, y otro sobre la mitología;
- Tres miniaturas del Crujidor, del abráknido y del Wey Wabbit;
- Un CD con la banda sonora del juego
- 7 carteles : 6 carteles oficiales del juego, 1 cartel del manga DOFUS;
- 1 juego de naipes (todavía no completo).
- 2 series televisivas dadas en un canal español: Los Tesoros de Kerubim y Wakfu. Wakfu cuenta con 3 temporadas y una 4.ª en producción desde 2020, y ha cosechado gran éxito entre los fanes así como buenas críticas a nivel internacional.
- 1 película estrenada en 2016 - Julith Livre I
- Radiant (manga y anime) con 2 temporadas.

## Recepción

### Crítica
Aunque no ha habido críticas de Dofus 2.0, las que sí existen son de la versión anterior, la 1.29 no tuvo malas críticas destacando su música pegadiza, versatilidad y gráficos; "(...) el mundo Dofus es genuinamente hermoso, la elección de flash por sobre un motor 3D ha permitido a los desarrolladores crear algo único y personal, y cada nueva pantalla presenta un panorama con al menos un par de toques individuales - un muro en ruinas, un nido de pájaros se aferran a los riscos de un acantilado, o incluso solo un brote bien formado de las malas hierbas." Por el contrario, se critica la elección del nombre "Dofus", que en el idioma original no es encantador.

### Reconocimientos
- Premio del mejor juego y Premio del Público en el Flash Festival (Francia, mayo de 2004).
- Mejor juego del mes, Edge Magazine, julio de 2005.
- Premio del mejor juego y Premio del Público en el Flashforward Film Festival (Seattle, febrero de 2006).
- Premio del Público en el Independent Games Festival (San José, marzo de 2006).
- Coup de coeur du Prix Médias Jeunesse, premio de la Liga de la Enseñanza (organismo francés, noviembre de 2006).
- En el Año 2009 ha sido premiado como mejor estudio de MMORPG del 2009 y DOFUS como mejor MMORPG de fantasía.